# Florence Parly
Florence Parly (Boulogne-Billancourt, 8 maggio 1963) è una funzionaria, politica e dirigente d'azienda francese, ministro delle forze armate nel 2017 nel governo Philippe II sotto la presidenza di Emmanuel Macron e riconfermata nel 2020 all'interno del governo Castex.

## Biografia
Figlia di Jeanne-Marie Parly nata Herland, Consigliere di Stato, già Rettore dell'Accademia di Caen1, e Direttore del Gabinetto di Claude Allègre presso il Ministero della Pubblica Istruzione nel 2000, e Edmond Parly (1907-1995), uomo d'affari, Florence Parly entra, dopo essersi diplomataall'Institut d'études politiques de Paris (1984), presso l'École nationale d'administration nel 1985 laureandosi nel 1987. 
Florence Parly è stata amministratore civile presso il Dipartimento del Bilancio, è responsabile della creazione del reddito minimo di integrazione (RMI) e quindi del contributo sociale generalizzato (CSG). È poi entrata a far parte dei gabinetti ministeriali come consulente tecnico di Michel Durafour presso il Ministero della Funzione Pubblica nel marzo 1991 e di Paul Quilès dal giugno 1991, di Attrezzature e alloggi, quindi di Interni. Dopo la vittoria della destra alle elezioni legislative del 1993, Florence Parly è tornata al dipartimento del bilancio come capo degli uffici di protezione sociale e sicurezza sociale tra il 1994 e il 1995, e di cultura e audiovisivo dal 1995.
Ha aderito al Partito Socialista (PS) nel 1995 e ha frequentato la sezione del 14º arrondissement di Parigi.
Olivier Schrameck la reclutò nel giugno 1997 nel gabinetto del primo ministro, Lionel Jospin, come consigliere per gli affari di bilancio.
Il 3 gennaio 2000, fu nominata dal Primo ministro Lionel Jospin a capo della Segretario di Stato per il Bilancio, carica mantenuta fino al 2002.
Dal 2 aprile 2004 al 16 giugno 2006 è stata consigliere regionale della Borgogna e vicepresidente del consiglio regionale della Borgogna.
La Parly ha quindi lavorato in Air France, dove è stata vice direttore negli anni 2008-2014, per poi entrare nella gestione di SNCF e diventare, il 1º maggio 2016, direttore generale della filiale SNCF Voyageur.
È stata nominata ministro delle Forze armate il 21 giugno 2017 nel secondo governo di Édouard Philippe, sotto la presidenza di Emmanuel Macron.

## Vita privata
Sposata con Martin Vial, un alto funzionario, conosciuto nel 1991. Hanno avuto un figlio nel 2000.